# Zapalenie sromu
Zapalenie sromu – jedna z najczęściej występujących infekcji u kobiet. Kwalifikuje się do zapalenia dolnego odcinka narządów płciowych.

## Objawy
Najczęstszym objawem zapalenia sromu jest świąd, który wywołuje swędzenie.

## Etiologia
Jest to dość częsta infekcja ze względu na bliskie położenie cewki moczowej i odbytu. Przyczyną najczęściej jest zaniedbanie higieny. Wywołana może być przez wirusy, grzyby, bakterie i pasożyty.